# Restio
Restio  es un género con 88 especies de plantas herbáceas perteneciente a la familia Restionaceae.  Son endémicas de sur de África y  Madagascar.  Algunas especies se utilizan como planta ornamental para los jardines.

## Especies seleccionadas
- Restio abortivus
- Restio acockii
- Restio acuminatus
- Restio alboaristatus
- Restio alticola
- Restio ambiguus
- Restio amblycoleus
- Restio ameles
- Restio anceps